# Beaumont-en-Auge
Beaumont-en-Auge is een gemeente in het Franse departement Calvados (regio Normandië) en telt 496 inwoners (1999). De plaats maakt deel uit van het arrondissement Lisieux.

## Geografie
De oppervlakte van Beaumont-en-Auge bedraagt 8,0 km², de bevolkingsdichtheid is 62,0 inwoners per km².
De onderstaande kaart toont de ligging van Beaumont-en-Auge met de belangrijkste infrastructuur en aangrenzende gemeenten.

## Demografie
Onderstaande figuur toont het verloop van het inwonertal (bron: INSEE-tellingen).

Vanwege een beveiligingsprobleem met de MediaWiki Graph-software is het momenteel niet mogelijk deze grafiek weer te geven. Zodra de software is bijgewerkt zal de grafiek vanzelf weer zichtbaar worden.

## Geboren
- Pierre-Simon Laplace (1749-1827), wiskundige en astronoom